# Dave Maloney
David Wilfred "Dave" Maloney, född 31 juli 1956, är en kanadensisk före detta professionell ishockeyback som tillbringade elva säsonger i den nordamerikanska ishockeyligan National Hockey League (NHL), där han spelade för ishockeyorganisationerna New York Rangers och Buffalo Sabres. Han producerade 317 poäng (71 mål och 246 assists) samt drog på sig 1 154 utvisningsminuter på 657 grundspelsmatcher. Han spelade också på lägre nivå för Providence Reds i American Hockey League (AHL) och Kitchener Rangers i Ontario Hockey Association (OHA).
Maloney draftades i första rundan i 1974 års draft av New York Rangers som 14:e spelaren totalt.
Efter spelarkarriären har han arbetat som sportkommentator i både radio och TV, där han har kommenterat sändningar rörande Minnesota North Stars och New York Rangers. Han är äldre bror till Don Maloney som spelade också i NHL under sin aktiva spelarkarriär.

## Statistik
| 1971–1972  | Kitchener Rangers | OHA        | 1   | 0  | 0   | 0   | 0    | 2  | 0 | 0  | 0  | 2  |
| 1972–1973  | Kitchener Rangers | OHA        | 49  | 8  | 21  | 29  | 101  | —  | — | —  | —  | —  |
| 1973–1974  | Kitchener Rangers | OHA        | 69  | 15 | 53  | 68  | 109  | —  | — | —  | —  | —  |
| 1974–1975  | New York Rangers  | NHL        | 4   | 0  | 2   | 2   | 0    | —  | — | —  | —  | —  |
|            | Providence Reds   | AHL        | 58  | 5  | 28  | 33  | 122  | 6  | 0 | 6  | 6  | 6  |
| 1975–1976  | New York Rangers  | NHL        | 21  | 1  | 3   | 4   | 66   | —  | — | —  | —  | —  |
|            | Providence Reds   | AHL        | 26  | 5  | 17  | 22  | 81   | —  | — | —  | —  | —  |
| 1976–1977  | New York Rangers  | NHL        | 66  | 3  | 18  | 21  | 100  | —  | — | —  | —  | —  |
| 1977–1978  | New York Rangers  | NHL        | 56  | 2  | 19  | 21  | 63   | 3  | 0 | 0  | 0  | 11 |
| 1978–1979  | New York Rangers  | NHL        | 76  | 11 | 17  | 28  | 151  | 17 | 3 | 4  | 7  | 45 |
| 1979–1980  | New York Rangers  | NHL        | 77  | 12 | 25  | 37  | 186  | 8  | 2 | 1  | 3  | 8  |
| 1980–1981  | New York Rangers  | NHL        | 79  | 11 | 36  | 47  | 132  | 2  | 0 | 2  | 2  | 9  |
| 1981–1982  | New York Rangers  | NHL        | 64  | 13 | 36  | 49  | 105  | 10 | 1 | 4  | 5  | 6  |
| 1982–1983  | New York Rangers  | NHL        | 78  | 8  | 42  | 50  | 132  | 7  | 1 | 6  | 7  | 10 |
| 1983–1984  | New York Rangers  | NHL        | 68  | 7  | 26  | 33  | 168  | 1  | 0 | 0  | 0  | 2  |
| 1984–1985  | New York Rangers  | NHL        | 16  | 2  | 1   | 3   | 10   | —  | — | —  | —  | —  |
|            | Buffalo Sabres    | NHL        | 52  | 1  | 21  | 22  | 41   | 1  | 0 | 0  | 0  | 0  |
| NHL totalt | NHL totalt        | NHL totalt | 657 | 71 | 246 | 317 | 1154 | 49 | 7 | 17 | 24 | 91 |
| AHL totalt | AHL totalt        | AHL totalt | 84  | 10 | 45  | 55  | 203  | 6  | 0 | 6  | 6  | 6  |
| OHA totalt | OHA totalt        | OHA totalt | 119 | 23 | 74  | 97  | 210  | 2  | 0 | 0  | 0  | 2  |